# مطبخ سنغالي
مطبخ سنغالي هو مطبخ غرب أفريقي ينبع من العديد من المجموعات العرقية في البلاد، وأكبرها الولوف، وهو متأثر بالمطبخ الفرنسي. يلعب الإسلام الذي دخل المنطقة لأول مرة في القرن الحادي عشر دورًا أيضًا في المطبخ. كانت السنغال مستعمرة فرنسية حتى عام 1960. منذ استعمارها جلب المهاجرون المطبخ السنغالي إلى العديد من المناطق الأخرى. نظرًا لأن السنغال تطل على المحيط الأطلسي، فإن الأسماك مهمة جدًا في المطبخ السنغالي. كما يتم استخدام الدجاج ولحم الضأن والبازلاء والبيض ولحم البقر، ولكن لا يتم استخدام لحم الخنزيرعادةً بسبب العدد الكبير من سكان البلاد المسلمين. يعتبر الفول السوداني المحصول النقدي الأساسي في السنغال، بالإضافة إلى الدخن، والأرز الأبيض، والبطاطا، والكسافا، والبازلاء ذات العين السوداء، والخضروات المختلفة، يتم دمجها أيضًا في العديد من الوصفات. عادة ما يتم طهي اللحوم والخضروات أو تتبيلها بالأعشاب والتوابل، ثم تُسكب فوق الأرز أو الكسكس المصنوع من الدخن أو تؤكل مع الخبز.
تُصنع العصائر الطازجة الشهيرة من فاكهة البيساب، والزنجبيل، والبووي (التي تُلفظ "بوي"، وهي ثمرة شجرة الباوباب، والمعروفة أيضًا باسم "فاكهة خبز القرد")، والمانجو، أو غيرها من الفاكهة أو الأشجار البرية (أشهرها القشطة، والتي تسمى كوروسول بالفرنسية
الحلويات غنية جدًا وحلوة، تجمع بين المكونات المحلية مع البذخ والأناقة المميزة للتأثير الفرنسي على أساليب الطهي في السنغال. يتم تقديمها عادة مع الفاكهة الطازجة وعادة ما يتبعها القهوة أو الشاي. يتم تقديم الشاي المعروف باسم الأتايا بطريقة طقسية.

## وجبات الإفطار
- ندامبي، هي فاصوليا مطبوخة في معجون طماطم متبل، تقدم عادة على الخبز كشطيرة إفطار.[3]
- خبز وقهوة توبا.

## الغداء والعشاء
- أرز السمك، يُطلق عليه اسم الطبق الوطني للسنغال، ويتكون من السمك اللذيذ المتبل بالبقدونس والليمون والثوم والبصل، ثم يُطهى لاحقًا مع معجون الطماطم ومجموعة متنوعة من الخضروات مثل الخس والملفوف والجزر. يضاف الأرز لاحقًا إلى المزيج ليعطيه مظهرًا محمرًا.
- أرز اللحم، يحظى بشعبية كبيرة لدى السنغاليين وعادة ما يتم طهيها مع لحم البقر (أو لحم الضأن) الذي يتم قليه أولاً وتزيينه بالبصل والثوم والفلفل الأسود والفلفل الأحمر والملح. يُضاف الخردل والماء لاحقًا إلى المزيج حتى يصبح اللحم طريًا ويمتص جميع النكهات. كما هو الحال مع تشيبو جين، يُضاف الأرز بعد ذلك إلى المزيج ويُزين بالزيتون الأخضر أو البازلاء السوداء المطبوخة.
- أرز الدجاج، يُقلى الدجاج أولاً بالأعشاب والبهارات، ثم يُنقع لاحقًا في الماء والخردل. عند إضافة الأرز، عادة ما يتم تزيينه بالجزر.
- أرز الفول السوداني، الفول السوداني هو المحصول الأكثر أهمية في السنغال. كما أنه يتبع نفس الاستعدادات والإجراءات مثل تشيبو ياب وتشيبو جينار، حيث يتم قلي اللحم أولاً مع الأعشاب والتوابل. ومع ذلك، تضاف زبدة الفول السوداني إلى الطبق، لتحل محل الخردل، الذي يضاف مع الماء للسماح للحم بامتصاص كل النكهة. للحصول على عجينة سميكة، يُضاف الأرز إلى المزيج. هذا الطبق ليس معروفًا جيدًا ونادرًا ما يتم طهيه من قبل السنغاليين، ولكن إذا كان الأمر كذلك، فإنه يتم طهيه فقط في المناسبات الخاصة.
- ياسا، أصبحت ياسا مشهورة الآن في بلدان غرب أفريقيا الأخرى، وهي عبارة عن دجاج أو سمك متبل أولاً بالبهارات، ثم يُطهى على نار خفيفة مع البصل والثوم والخردل وعصير الليمون. يؤدي هذا إلى إنشاء طبق جانبي من صلصة الدجاج والبصل يتم تقديمه مع الأرز الأبيض العادي.
- الشير، كسكس الدخن التقليدي من قبيلة سيرير في السنغال.
- مافي، سمك متبل أو دجاج أو لحم ضأن أو لحم بقري مطبوخ مع الخضار في صلصة الطماطم وزبدة الفول السوداني.
- تشو أو تشو، يخنة الطماطم مع الخضار، وخاصة البصل، وكرات السمك.
- باسي سالتي، يخنة لحم متبل مطبوخ مع معجون الطماطم والخضروات فوق الكسكس المحلي المسمى شيري.[4]
- سومبي،حساء الأرز والحليب الحلو.
- سمك الفرخ المحشو بالبهارات.[5]
- كالدو، صلصة السمك والخضروات.[6]
- الفتاية، غالبًا ما تكون طعام الشارع، وهي عبارة عن عجينة مقلية مليئة بالبطاطا المقلية، وصلصة بصل ياسا سميكة، وبيضة مقلية، وقليل من الكاتشب والصلصة الحارة.
- ديبي، الشواء السنغالي، وعادة ما يكون لحم ضأن مشوي على النار ولكن يمكن أيضًا العثور على الدجاج أو لحم البقر.[7]

## الحلويات
- ثيكري، نوع من الكسكس يؤكل مع الزبادي.
- لاك، بودنغ مصنوع من حبوب ثيكري وزبادي أكثر سيولة (يسمى "لايت كاييه" أو الحليب المخمر).
- نجلاخ، خليط من زبدة الفول السوداني ولب شجرة الباوباب يؤكل مع الكسكس.
- بسكويت الخمسة سنتات، وهو بسكويت الفول السوداني المشهور في الأسواق.[8]

## المشروبات
- البيساب، المشروب الأكثر شعبية، وهو عبارة عن عصير أحمر أرجواني مصنوع من أزهار الكركديه والماء والسكر. في بعض الأحيان يتم إضافة أوراق النعناع الطازجة وزهر البرتقال.
- داخار (عصير التمر الهندي)، والجينجيمبري (مشروب الزنجبيل)، والبووي (مشروب مصنوع من فاكهة الباوباب)، والديتاخ.[9]
- العطايا، مصنوع من شاي البارود الصيني والسكر والنعناع) بشعبية كبيرة.
- البيرة المحلية ومع ذلك، فإن استهلاك الكحول بين السكان ليس شائعًا جدًا نظرًا لأن غالبية السكان من المسلمين (95٪).[10]